# Yuma (Volk)

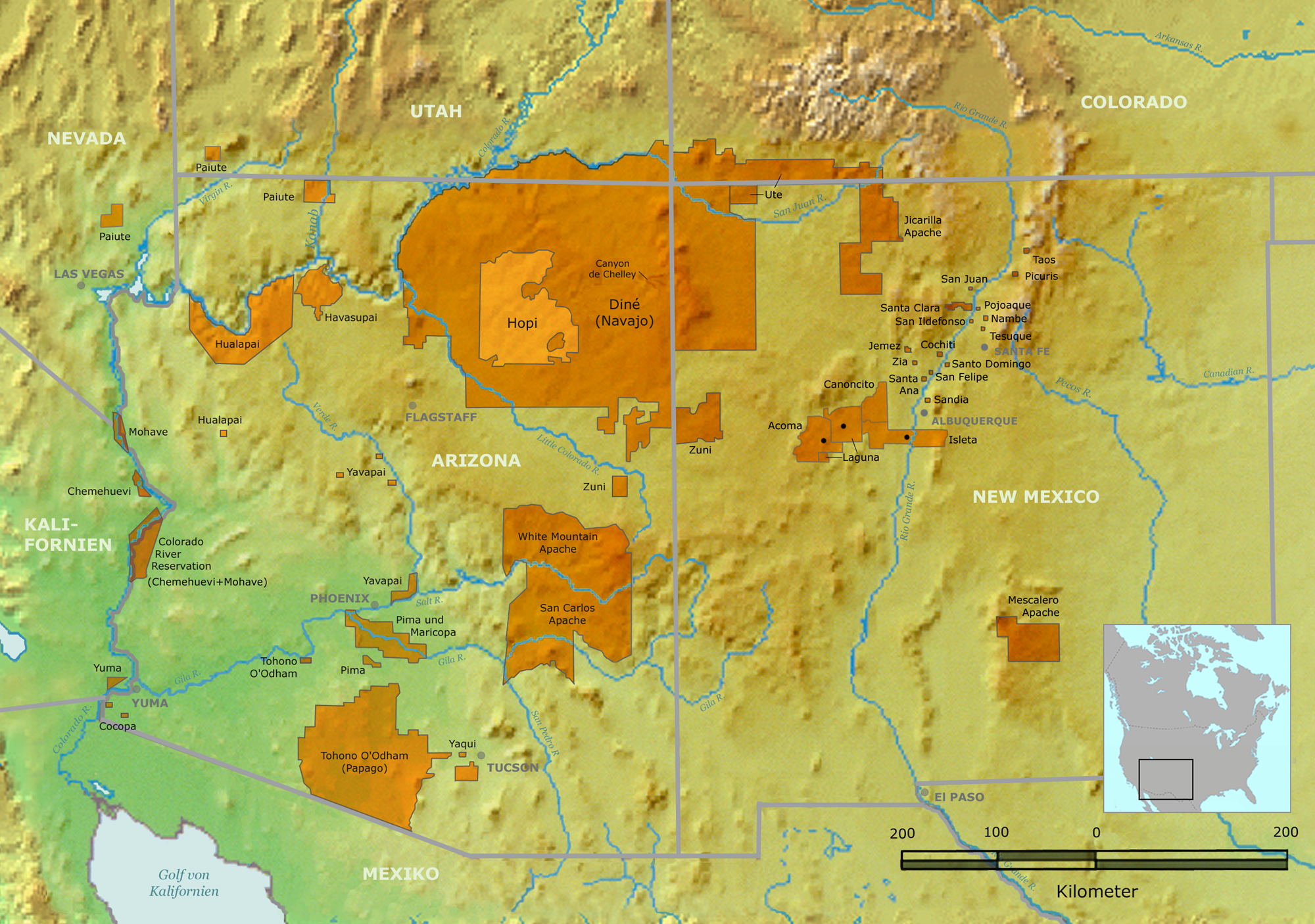
Reservate der Yuma und benachbarter Stämme im Südwesten der USA

Als Yuma bezeichnet man eine Gruppe verschiedener sprachlich verwandter Indianerstämme in Nordamerika im Flussgebiet des Unterlaufs des Colorado River und der Mündung des Gila River in denselben, sowie im Gebiet südlich des Grand Canyon und der angrenzenden Sonora-Wüste und Mojave-Wüste im Süden Kaliforniens und im Norden und Westen Arizonas in den USA sowie im Norden von Niederkalifornien und Nordwesten von Sonora in Mexiko. Alle diese Stämme und Völker sprachen einst verwandte indigene Sprachen und Dialekte des „Yuma-Zweigs“ der Cochimí-Yuma-Sprachfamilie, die manchmal zu den Hoka-Sprachen gezählt wird.
Geographisch sowie kulturell werden diese Stämme/Völker in drei Regionalgruppen unterteilt: die „Fluss-Yuma“ und die „Hochland-Yuma“ im Nordwesten von Sonora, Mexiko, im Süden Kaliforniens sowie im Süden und Zentral-Arizona und die „Wüsten-Yuma“ im Süden Kaliforniens und Norden Niederkaliforniens. Die „Fluss-Yuma“ und „Hochland-Yuma“ werden zum Kulturareal des Südwestens, die „Wüsten-Yuma“ werden jedoch meist zum Kulturareal Kalifornien gezählt.
„Yuma“ - „Wurmesser“ ist wahrscheinlich eine Bezeichnung der feindlichen Pima für die Quechan, da diese neben den Mohave der mächtigste „Fluss-Yuma-Stamm“ waren, später wurden alle Yuma-sprachigen Völker zusammenfassend ebenfalls als „Yuma“ bezeichnet.

## Fluss-Yuma

### Wohngebiete, Lebensweise und Kultur

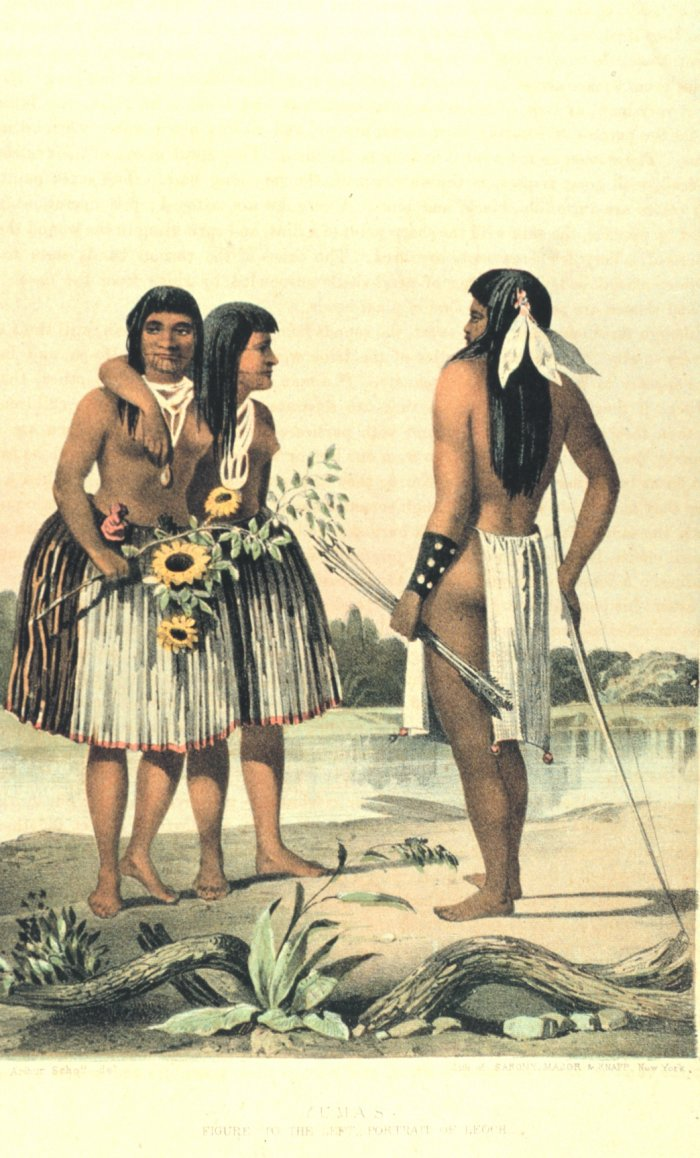
Angehörige der Yuma nahe der mexikanischen Grenze, 1857

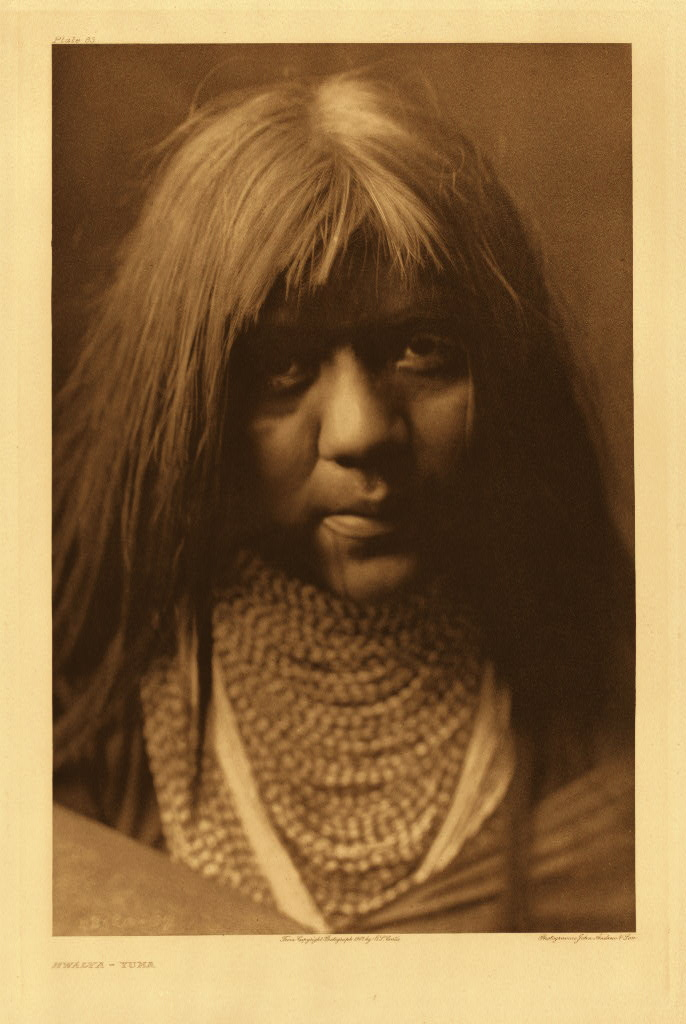
Hwalya - Yuma, Edward Curtis, 1908

Die „Fluss-Yuma“ waren vorwiegend Farmer, die von den jährlichen Überschwemmungen entlang des Unterlaufs des Colorado Rivers und des Mittellaufs des Gila Rivers profitierten. Diese Wasserfluten brachten eine regelmäßige Düngung des Ackerlandes durch Ablagerung von Schlammmassen und machten damit eine Bewässerung unnötig. Die Maricopa wurden von den benachbarten Pima beeinflusst und verbündeten sich mit ihnen gegen andere „Fluss-Yuma“, wie den Mohave und den Quechan. Zum Zweck der Kriegsführung besaßen sie auch eine Stammesorganisation und ihr ethnischer Identitätssinn war ausgeprägt. In zivilen Angelegenheiten traf allerdings die lokale Gruppe die Entscheidungen. Was ihre zusätzliche Nahrung, sowie Rohmaterialien für den Hausbau und Kleidung betraf, waren sie auf Wildpflanzen angewiesen. Da ihre Behausungen periodisch den Wasserfluten zum Opfer fielen, bestand für sie kulturell kein Anreiz zur Anhäufung von persönlichem Besitz. Selbst noch heute verachten beispielsweise die Cocopa die Zurschaustellung von Wohlstand. Das Hab und Gut eines Menschen wird bei seinem Tod verbrannt. Sogar der Besitz von Verwandten und Freunden wird beim Tod ins Begräbnisfeuer geworfen, ein Vorgang, der sich bei der wichtigsten religiösen Zeremonie, dem Jahresfest, wiederholt. In historischer Zeit schlossen sich die Chemehuevi, eine Gruppe aus dem Kulturareal Kalifornien, der Lebensweise der „Fluss-Yuma“ an.

### Stämme und Gruppen
Die Stämme und Gruppen der „Fluss-Yuma“ gehörten sprachlich zwei verschiedenen Untergruppen des Yuma-Zweigs der Cochimí-Yuma-Sprachen an; der „California-Delta Yuma (Diegueño-Cocopa)“ (Halyikwamai, Kohuana und Cocopa) sowie der „Fluss-Yuma“ (Quechan, Mohave, Maricopa, Halchidhoma, Kavelchadom und Opa).
- Quechan (früher meist „Yuma“ genannt, Eigenbezeichnung: Kwatsáan / Kwtsaan / Kwtsan - „Diejenigen, die [auf einem anderen Weg] herabstiegen“, da sie glaubten, dass sie als einzige der Yuma-sprachigen Völker einen xam kwatcén- „anderen/weiterer Abstieg“ vom  'Avíi Kwamée („hoher Berg“, heute als “Spirit Mountain” bekannt) - dem heiligen Berg aller Yuma-Völker, auf die Erde wählten, oft nannten sie sich jedoch auch einfach Piipáa, Piipaa - „Person“ bzw. Piipáats - „Volk“, „die Menschen“; heutiger „Fort Yuma Quechan Indian Tribe“.)
- Mohave (abgeleitet von ihrer Eigenbezeichnung als Pipa Aha Makav bzw.  'Aha Makhav - „[Volk entlang des] aha kwahwat (Flusses), d. h. des Colorado Rivers“, heute „Fort Mojave Indian Tribe of Arizona, California, and Nevada“ sowie Teil der „Colorado River Indian Tribes“.)
- Maricopa (die Akimel O’odham (Pima), ihre einstigen Feinde und späteren Alliierten, bezeichneten sie als Kokmalik'op - „Feinde in den großen Bergen“ bzw. Kwa’ak Mat Oba - „Senegalia greggii (catclaw acacia) Feld Feinde“, was die Spanier als „Maricopa“ wiedergaben; Eigenbezeichnung: Piipáa, Piipaa - „Person“ bzw. Pipatsji, Pee-Posh, Piipaash - „Volk“, „die Menschen“, heute Teil der Teil der „Gila River Indian Community“.)
- Halchidhoma (auch: Xalchidom, abgeleitet von der Eigenbezeichnung als Xalychidom Piipaa / Xalychidom Piipaash (Singular/Plural) - „Flussaufwärts lebende/s Person/Volk“, „Fluss Volk im Norden“, auch „Person/Volk, die/das am Wasser lebt, d. h. entlang des Colorado Rivers“, heute als „Maricopa of Lehi“ Teil der „Salt River Pima-Maricopa Indian Community (SRPMIC)“ sowie eine Minderheit als „Maricopa“ Teil der „Gila River Indian Community (GRIC)“.)
- Kavelchadom (historisch: Cocomaricopa, die Stammesbezeichnung leitet sich von ihrer Eigenbezeichnung als Kavelchadom Piipaash / Kavelchidom Piipaash (Singular/Plural) - „Flussabwärts lebende/s Person/Volk“, „Fluss Volk im Westen“ ab, lebten ursprünglich zusammen mit den „Opa (Piipaa Nyaa)“ entlang des Gila River, vom Gila Bend ostwärts bis zum Zusammenfluss des Salt River und des Gila Rivers, heute als „Maricopa“ Teil der „Salt River Pima-Maricopa Indian Community (SRPMIC)“.)
- Opa (Eigenbezeichnung: Piipaa Nyaa - „Östliches Volk“, auch: Thxpaa Nyaa, lebten ursprünglich zusammen mit den „Cocomaricopa (Kavelchadom Piipaash)“ entlang des Gila River, vom Gila Bend ostwärts bis zum Zusammenfluss des Salt River und des Gila Rivers, heute als „Maricopa“ Teil der „Salt River Pima-Maricopa Indian Community (SRPMIC)“.)
- Halyikwamai (auch: Jallicumay, Quicama, Quiquima bzw. Quigyuma, abgel. von der Eigenbezeichnung als Xalykawaam, sprachen ursprünglich einen „Delta Yuma/Cocopa-Dialekt“, der sich stark von den „Fluss Yuma/Maricopa-Dialekten“ unterschied und größte Ähnlichkeiten mit der Sprache der Cocopa aufweist, heute als „Maricopa“ Teil der „Salt River Pima-Maricopa Indian Community (SRPMIC)“.)
- Kohuana (auch: Kahwan, Cajuenche, Coana, Coama bzw. Cutganas, Eigenbezeichnung Kaxwin - „Person am Fluss“ bzw. Kaxwaan - „Fluss Volk“, auch einfach (Singular/Plural) Me-capáːy-it - „Person“, „Volk“[2], sprachen ebenfalls ursprünglich einen „Delta Yuma/Cocopa-Dialekt“, heute als „Maricopa“ Teil der „Salt River Pima-Maricopa Indian Community (SRPMIC)“.)
- Cocopa (in den USA „Cocopah“ und in Mexiko „Cucapá“ genannt, diese Stammesbezeichnungen leiten sich aus ihrer Sprache von Kwapa oder Kwii Capéy - „Wolken/Nebel Volk“ und bezieht sich auf den Nebel entlang des Colorado River, Eigenbezeichnung als Xawiƚƚ kwñchawaay - „Jene, die entlang dem wolkenverhangenen Fluss leben, d. h. entlang des Colorado River“, heutiger „Cocopah Tribe of Arizona“.)

## Hochland-Yuma

### Wohngebiete, Lebensweise und Kultur
Die „Hochland-Yuma“ (Yavapai, Hualapai, Havasupai) bewohnten das westliche Arizona südlich des Grand Canyons und ähneln kulturell vielfach den alten Wüsten-Kulturen, von denen manche der südwestlichen kulturellen Traditionen abstammen. Ursprünglich lebten die auch als Nördliche Pai bezeichneten Gruppen am Oberen Colorado River nördlich der mächtigen und kriegerischen Quechan (Yuma) in Arizona und zogen – lange bevor die ersten Konquistadoren den heutigen Südwesten der Vereinigten Staaten und Norden Mexikos betraten – ostwärts in die Canyonlands und Schluchten des Colorado-Plateaus einschließlich des Grand Canyon. Aus dieser Originalgruppe entstanden laut traditioneller Überlieferung auf Grund interner Streitigkeiten zwei separate Stammesgruppen, die sich nun auch feindlich gegenüberstanden: die „Westlichen Pai (Yavapai)“, die weiter ins südwestliche sowie südliche Zentral-Arizona zogen, und die „Nordöstlichen Pai (Hualapai/Walapai und Havasupai)“, die im Nordosten und Norden blieben. Erst mit der erzwungenen Ansiedlung in den 1880er Jahren der „Hualapai Bands“ in der „Hualapai Indian Reservation“ im Westen sowie der „Havasooa Pa’a / Hav’su Ba:’-Lokalgruppe“ der Nyav-kapai („Östliches Volk“) Band der regionalen Großgruppe/Unterstamm der Ko'audva Kopaya („das Volk oben [auf der Hochebene]“ oder „Plateau People“) der Hualapai in der „Havasupai Indian Reservation“ im Osten des ursprünglich gemeinsamen Stammesgebiets – werden die „Hualapai (Walapai)“ als „Westliche Pai“ und die „Havasupai“ als „Östliche Pai“ bezeichnet und begannen sich diese allmählich nicht mehr als Hualapai (Walapai), sondern als jeweils zwar eng verwandte jedoch eigenständige Stämme zu identifizieren. Die „Hochland Yuma“ bzw. „Nördlichen Pai“ bezeichneten sich je nach Dialekt wie viele indigene Völker einfach (in Yavapai) als Pa, 'Ba:, Pai, Báy, Pe, Apa („Person, Mensch“) bzw. Paya, Paia, Pa'a, 'Ba:a, Pa'a, Apaja, Abaja („die Leute von ...“ oder „das Volk von ...“) bzw. (in Hualapai/Havasupai) als Pai, Paya, Paia, Pa'a, Báy oder Ba:, Baaja, Baja („die Leute von ...“ oder „das Volk von ...“).
Sie lebten in den Hochebenen des westlichen und nördlichen Arizona und hatten auf ihren Ländereien nicht genügend Wasser, um sich vom Feldbau zu ernähren. Neben etwas Ackerbau basierte der größte Anteil des Lebensunterhalts auf der Jagd und dem Sammeln von Wildpflanzen. Bei einer Lebensweise, die sich von der anderer Jäger- und Sammlervölker nicht sonderlich unterschied, besaßen die „Hochland-Yuma“ nur begrenzte technische Fertigkeiten. Sie lebten in kleinen Gruppen, deren Wanderungen häufig in einem traditionell festgelegten Kreis abliefen. Jedoch lebten die Hualapai Eine Ausnahme bildeten größtenteils die Hualapai die Havasupai, zum Teil wegen ihres Kontakts zu den Hopi und teilweise wegen ihres Wohnorts im Cataract Canyon, einem Seitencanyon des Grand Canyons. Der durch diesen Canyon fließende Bach ermöglichte durch Bewässerung eine ausgedehnte Landwirtschaft. Im Gegensatz zu den anderen Yuma waren die Havasupai sehr friedliebend. Die Yavapai andererseits verbündeten sich oft mit Gruppen der Westlichen Apachen, um Raubzüge zu unternehmen, und wurden manchmal Yavapai-Apachen genannt. Sie waren später in verschiedenen Reservaten der Apachen zwangsinterniert. Durch häufige Heiraten untereinander kam es zu einer starken kulturellen Vermischung mit den Westlichen Apachen.

### Stämme und Gruppen
Die Stämme und Gruppen der „Hochland-Yuma“ gehörten sprachlich zur „Pai (Nördliches Yuma)“-Untergruppe des Yuma-Zweigs der Cochimí-Yuma-Sprachen, sprachlich zählten auch die Paipai (Akwa'ala) hierzu, die jedoch kulturell als „Wüsten-Yuma“ betrachtet werden - es wird daher vermutet, dass die ursprüngliche Urheimat der „Hochland-Yuma“ im Südwesten im Gebiet der „Wüsten-Yuma“ lag.
- Yavapai (auch: Nördliche Pai genannt, die Herkunft der Stammesbezeichnung ist umstritten, die „Guwevkabaya/Kwevkepaya“ behaupten er leite sich von Yawepe ab - „Volk mit schiefem, d. h. grimmigen Mund“ bzw. „Volk, das sich nicht mit anderen Völkern versteht“, meist wird die Bezeichnung von den Yavapai-Wörtern Enyaleva - „Sonne“ und Pai - „Person“ bzw. Paya - „Volk“ hergeleitet, was in etwa „Volk der Sonne, d. h. Volk im Osten“ bedeutet, abgeleitet - da benachbarte ebenfalls Yuma-sprachige Völker die Yavapai ebenfalls als „Volk der (aufgehenden) Sonne, d. h. Volk im Osten“ bezeichneten (Mohave: Enyaéva-pai, Quechan (Yuma): Yav'apai, Maricopa: Yavˀi pay und die Walapai/Hualapai und Havapai: N'avpeˀ / N'avpeˀe), Eigenbezeichnung als Pa, 'Ba:, Pai, Báy, Pe, Apa - „Person, Mensch“ bzw. Paya, Paia, Pa'a, 'Ba:a, Pa'a, Apaja, Abaja - „die Leute von ...“ oder „das Volk“, die Yavapai unterteilten sich in vier (ursprünglich fünf) große Regional-Bands (Regional-Gruppen), die sich jedoch niemals als eine politische oder ethnische Einheit begriffen oder sich als „Yavapai“ bezeichneten, die wiederum aus verschiedenen Bands (Gruppen, in Yavapai: bachacha) bestehend aus verschiedenen Lokalgruppen (in Yavapai: tiyuche - „Verwandte“; bei den Guwevkabaya war einzig die unter den Westlichen Apache übliche Organisation in Clans üblich) bestanden, da die „Wi:pukba/Wipukepaya“ und „Guwevkabaya/Kwevkepaya“ mit zwei Bands der San Carlos Apache und dem Großteil der Tonto Apache der Westlichen Apache oftmals in zweisprachigen Bands zusammen lebten, wurden diese „Yavapai-Apache Bands“ als Einheit gesehen und wegen ihres abweichenden Akzents von Westlichen Apache und Navajo als Dilzhę́’é/Dilzhe'e bzw. Dilzhʼíʼ dinéʼiʼ - „Volk mit hohen, hellen Stimmen“ bezeichnet, die übrigen Westlichen Apache wurden von den Navajo als Dziłghą́ʼiʼ - „Volk der Berggipfel“ bezeichnet; später unterschieden auch die Europäer zwischen den „Tonto/Tonto Apache“ (alle Yavapai und Tonto Apache) und den „Gileños/Apaches de Gila“ (alle übrigen Westlichen Apache) und/oder den als „Yabipais Gileños“ bezeichneten Yavapai. Historisch wurden die Yavapai fälschlicherweise seitens der Spanier, Mexikaner und Amerikaner immer als „Mohave Apache (Apache-Mojave), Yuma-Apache (Apache-Yuma), Yavapai-Apache, Tonto Apache“ oder einfach als „Apache“ bezeichnet und nicht als separate Ethnie unterschieden, da im Norden Mexikos sowie im Südwesten der USA das Wort „Apache“ oft zur Bezeichnung für „feindliche, kriegerische, räuberische Indianer“ gebraucht wurde, ohne sprachliche, ethnische und kulturelle Differenzierung.)
  - Yavbe'/ Yaavpe' / Yavapé oder „Nordwestliche / Zentrale Yavapai“ (lebten im Gebiet rund um Prescott (in Yavapai: ʼWi:kwatha Ksikʼita), dem Prescott Valley ostwärts bis Jerome in den Black Hills of Yavapai County einschließlich des Mingus Mountain (in Yavapai: Hwa:lkyañaña) sowie den südwestlich liegenden Bradshaw Mountains (in Yavapai: Wi:kañacha) bis zum südlich der Berge liegenden Williamson (früher: Williamson Valley genannt) sowie wiederum ostwärts inklusive des Black Canyon (in Yavapai: Ahaytikutoba) im heutigen Agua Fria National Monument, auch als „echte/wirkliche Yavapai“ bezeichnet, da sie kulturell von benachbarten Völkern fast nicht beeinflusst waren, früher fälschlicherweise meist als Mohave-Apache oder Apache-Mojave bezeichnet, heutiger „Yavapai-Prescott Indian Tribe“ und als Minderheit Teil der „Yavapai-Apache Nation“.)
  - Ɖo:lkabaya / Ɖulv G’paaya / Tolkepaya oder „Westliche Yavapai“ (auch: Tulkepaia, von den Spaniern als Tejunas bezeichnet, lebten im westlichen/südwestlichen und wegen Trockenheit am wenigsten für Ackerbau geeigneten Teil des Yavapai-Stammesgebietes - betrieben trotzdem unter allen Yavapai am intensivsten Ackerbau, vermutlich übernahmen sie viele Kulturtechniken (inklusive Ackerbau) der direkt westlich des Colorado River ansässigen „Fluss Yuma“, ihr Gebiet umfasste zudem das Bergland sowie das Flussgebiet des Hassayampa River (in Yavapai: Hasaya:mvo/Hasayamcho: – „das Wasser versickert“), im Norden des Bill Williams River, des Big Sandy River und Santa Maria River sowie die Bill Williams Mountains und Santa Maria Mountains und reichte im Süden bis zum Gila River im heutigen Südwesten und Westen von Arizona, früher fälschlicherweise daher oft als Yuma-Apache oder Apache-Yuma bezeichnet, heute Teil des „Fort Yuma Quechan Indian Tribe“, „Fort Mojave Indian Tribe of Arizona, California, and Nevada“ sowie der „Colorado River Indian Tribes“.)
  - Wi:pukba / Wiipukpaa / Wipukepaya oder „Nordöstliche Yavapai“ (auch: Wipuhk’a’bah/Wipukyipaya/Wipukepa - „Volk vom Fuß des roten Felsens d. h. des Red Rock Country“ oder „Oak Creek Canyon Volk“, von den Spaniern als Cruzados bezeichnet, da sie Schilf-Kreuze auf der Stirn trugen, die an einer Locke befestigt waren, bildeten oftmals mit den „Nördlichen Tonto Apache“[6] zweisprachige Lokalgruppen, diese und deren Häuptlinge/Anführer waren sowohl unter einem Apache als auch unter einem Yavapai-Namen bekannt, daher fälschlicherweise meist als Mohave-Apache, Apache-Mojave oder Tonto Apache bezeichnet, heute als Minderheit Teil der „Yavapai-Apache Nation“ und des „Yavapai-Prescott Indian Tribe“.)
  - Guwevkabaya / Gwev G’paaya / Kwevkepaya oder „Südöstliche / Südliche Yavapai“ (auch: Kwevikopaya - „Südliches Volk“, von den Spaniern als Nijoras bezeichnet[7], bildeten oftmals mit den „Südlichen Tonto Apache“ und der „Pinaleño/Pinal Apache Band“ und „Aravaipa/Arivaipa Apache Band“ der „Sann Carlos Apache“ zweisprachige Lokalgruppen, diese und deren Häuptlinge/Anführer waren sowohl unter einem Apache als auch unter einem Yavapai-Namen bekannt, daher fälschlicherweise meist als Tonto Apache bezeichnet, heute Teil der „Fort McDowell Yavapai Nation“, des „Tonto Apache Tribe“ sowie eine Minderheit Teil des „White Mountain Apache Tribe of the Fort Apache Reservation“ und des „San Carlos Apache Tribe of the San Carlos Reservation“.)
  - Mađqwadabaya / Mađqwarrpaa / Matakwadapaya („Volk der Wüste“ bzw. Mahtagwatapaya - „Red Dirt People“, lebten bis Ende des 18. Jahrhunderts zwischen Tucson und der Crater Ranger, später schlossen sie sich entweder benachbarten „Yavapai-Bands“ an oder siedelten unter „Fluss-Yuma“ (Mohave und Quechan), eventuell identisch mit der „Ha'kahwađbaya/Hakawhatapa Band“ der „Ɖo:lkabaya/Tolkepaya (Westliche Yavapai)“. Heute haben sie ihre Identität als eigenständige Gruppe verloren – jedoch führen mehrere Mohave und Quechan-Familien ihre Wurzeln auf Mađqwadabaya-Yavapai zurück.)
- Walapai oder „Westliche Pai“ (auch: Hualapai, der Name ist eine englische/spanische Übernahme des Namens einer Lokalgruppe der Walapai/Hualapai, die sich Hwa:lbáy / Hual'la-pai / Howa'la-pai - „Volk der hohen Ponderosa-Kiefer“ nannte, ethnisch sind Havasupai und Walapai/Hualapai ein Volk, als Folge der willkürlichen Konzentration von Gruppen in Reservaten durch die US-Regierung, werden heute beide als politisch eigenständige Stämme betrachtet und haben eine eigene Identität entwickelt. Die Hualapai/Walapai gliederten sich in drei Großgruppen, die sich wiederum in sieben Bands mit 13 (mit den Havasupai ursprünglich 14) Lokalgruppen unterteilten, fälschlicherweise historisch oft als Yuma-Apache bzw. Apache-Yuma oder einfach als Apache bezeichnet, da im Norden Mexikos sowie im Südwesten der USA das Wort „Apache“ oft zur Bezeichnung für „feindliche, kriegerische, räuberische Indianer“ gebraucht wurde, ohne sprachliche, ethnische und kulturelle Differenzierung, heutiger „Hualapai Tribe“.)
  - Middle Mountain People bzw. Witoov Mi'uka Pa'a („Separate Mountain Range People“ - „Volk getrennt durch eine Bergkette“, lebten nordwestlich und westlich der „Plateau People“ meist nördlich der heutigen Stadt Kingman von den Black Mountains im Südwesten ostwärts über das Sacramento Valley und dem nördlich sich anschließenden Detrital Valley bis in die Cerbat Mountains und White Hills sowie Teilen des Hualapai Valleys, umfasste die „Soto'lve-kapai Band (Westliches Volk)“, die wiederum aus zwei Lokalgruppen bestand.)
  - Plateau People oder Ko'audva Kopaya[8] („The People Up Above“ - „das Volk oben [auf der Hochebene]“[9], lebten im Plateau und Canyon-Land vom östlichen Hualapai Valley und den Peacock Mountains im Westen nordostwärts östlich des Truxton Canyon Wash und der Grand Wash Cliffs bis in die Music Mountains, hatten auch Pflanzungen bei Metipka, einer Quelle im Quartermaster Canyon, die heutige Hualapai-Reservation umfasst Teile ihres Stammesgebiets, umfassten drei Bands - die „Mata'va-kapai Band (Nördliches Volk)“, die „Ko'o'u-kapai Band (Mesa Volk)“ und die „Nyav-kapai Band (Östliches Volk)“, die wiederum aus sieben Lokalgruppen bestanden.)
    - Havasooa Pa'a / Hav'su Ba:' bzw. Havasupai oder „Östliche Pai“ („Volk des blau-grünen Wassers“, in ihrem Dialekt bezeichnen sie sich ebenfalls als Havasu Baja / Havsuw’ Baaja, oft als „Cataract Creek Canyon Band“ bezeichnet, als größte Walapai/Hualapai-Lokalgruppe lebten sie entlang des Havasu Creek im Cataract Canyon (Havasu Canyon) sowie in angrenzenden Tälern des Grand Canyons, nach der Internierung in ein Reservat und der juristisch-räumlichen Separation von anderen Walapai/Hualapai Lokalgruppen durch die US-Regierung entwickelten sie eine eigenständige Identität und werden heute als zwar verwandte jedoch eigenständige Ethnie betrachtet, heutiger „Havasupai Tribe“.)

  - Yavapai Fighters („Yavapai Kämpfer“, ursprünglich bevölkerungsreichste Großgruppe, lebten im Süden des Walapai/Hualapai-Stammesgebiets und direkt zur Grenze zu den feindlichen Yavapai – von ihnen als Ji'wha' – „der Feind“ bezeichnet, da sie daher immer als „erste“ die Yavapai bekämpfen mussten, wurden sie als „Yavapai Kämpfer“ bezeichnet, umfassten drei Bands - die „Hual'la-pai / Howa'la-pai / Hwa:lbáy Band (Volk der hohen Ponderosa-Kiefer)“, die „Kwe'va-kapai / Koowev Kopai Band (Südliches Volk)“ und die „Hakia'tce-pai Band (Mohon Mountains Volk)“, die wiederum aus fünf Lokalgruppen bestanden. Wurden während der Kämpfe im Hualapai-Krieg (1865–1870) sowie im Yavapai-Krieg (Tonto Apache Krieg) (1861–1875) durch die Kämpfe, systematische Vernichtung von Vorräten und Feldern durch die US-Armee sowie durch hierdurch ausbrechende Hungersnöte und Krankheiten fast ausgerottet - zudem oftmals fälschlicherweise für Yavapai oder Tonto Apache gehalten.)

## Wüsten-Yuma

### Wohngebiete, Lebensweise und Kultur
Die „Wüsten-Yuma“ lebten beiderseits der Grenze im südlichen Kalifornien und nördlichen Niederkalifornien in Mexiko. Die Kumeayy (Kamia, Ipai und Tipai) lebten ursprünglich auf beiden Seiten der heutigen Grenze zwischen den USA und Mexiko in Kalifornien und Baja California (Niederkalifornien). Ihre Kultur weist Ähnlichkeiten mit der ihrer Nachbarn im Norden, den Luiseño, und anderen „Yuma-Gruppen“ im Osten, den Mohave, auf. Die soziale Organisation der Kumeyaay basierte auf der Lineage, von denen jede offenbar einen besonderen Wohnsitz hatte. Der Häuptling einer Lineage leitete die Zeremonien. Die Küsten-Diegueños ernährten sich von Fischen und Weichtieren. Im Binnenland betrieben einige Kumeyaay Feldanbau. Ihre Häuser bestanden aus Pfosten mit einem Dach aus Reisig und Erde oder Sand. Sie stellten Körbe, Töpfe und Behälter aus flechtbaren Substanzen her.
Obwohl viele religiöse Praktiken der Kumeyaay denen der Luiseño glichen, unterschied sich ihre Weltanschauung. Während die Luiseño dem Mystischen anhingen, waren die Kumeyaay mehr für das reale sichtbare Leben. Wie die meisten anderen kalifornischen Indianer, mit einer Mission in ihrer Mitte, widerstanden die Kumeyaay den Christianisierungsversuchen der spanischen Franziskaner; sie griffen die San Diego Mission sogar an. Die Konversion erfolgte langsam und war nicht umfassend.

### Stämme und Gruppen
Die Stämme und Gruppen der „Wüsten-Yuma“ gehörten sprachlich zwei verschiedenen Untergruppen des Yuma-Zweigs der Cochimí-Yuma-Sprachen an; der „California-Delta Yuma (Diegueño-Cocopa)“ (die Kumeyaay) sowie der „Pai (Nördliches Yuma)“ (die Paipai). Zudem werden oftmals die zwar sprachlich verwandten - jedoch nicht Yuma-sprachigen Kiliwa (Eigenbezeichnung: Ko’leeu) kulturell zu den „Wüsten-Yuma“ gezählt.
- Kumeyaay („Diejenigen, die sich dem Wasser von einer Klippe aus stellen“) oder Iipay-Tiipay-Kamia (auch: Kamia, Kwaaymii, Ko'al, Kumei, Cumeyaay, Kumyai, Ipai-Tipai, Tipaay, Tiipay-Iipay, nördliche und südliche Diegueño/Diegueno/Digueño/Digueno/Dieguenyo, Diegueno-Kamia, Kalifornische Missionsindianer, San Diego Indianer, früher nach der Mission San Diego de Alcalá und weiterer Missionen entlang des San Diego Rivers als Diegueño bzw. Missionsindianer von San Diego bezeichnet, in den USA meist „Kumeyaay“ und in Mexiko „Kumiai“ bezeichnet)
  - Ipai oder 'Iipay („Volk, die Menschen“, früher Nördliche Diegueño genannt im Süden Kaliforniens; heutige „Inaja Band of Diegueño Mission Indians of the Inaja and Cosmit Reservation“, „Mesa Grande Band of Diegueño Mission Indians of the Mesa Grande Reservation“, „San Pasqual Band of Diegueño Mission Indians of California“, „Iipay Nation of Santa Ysabel“, „Barona Group of Capitan Grande Band of Mission Indians of the Barona Reservation“, „Viejas (Baron Long) Group of Capitan Grande Band of Mission Indians of the Viejas Reservation“, „Jamul Indian Village of California“.)
  - eigentl. Kumeyaay oder Kamia (auch: Kwaaymii, Kumiai, früher (Zentral)-Östliche Diegueño oder Campo genannt, im Osten der Ipai und Tipai, Eigenbezeichnung südlicher Bands auch MuttTipi – „Volk der Erde“; heutige „Manzanita Band of Diegueño Mission Indians of the Manzanita Reservation“ und „Santa Catarina Pai Pai Kumiai“.)
  - Tipai oder Tiipay („Volk, die Menschen“, früher Südliche Diegueño genannt, im Norden Niederkaliforniens; heutige „Campo Band of Diegueño Mission Indians“, „Barona Group of Capitan Grande Band of Mission Indians of the Barona Reservation“, „Viejas (Baron Long) Group of Capitan Grande Band of Mission Indians of the Viejas Reservation“, „Ewiiaapaayp Band of Kumeyaay Indians“, „Jamul Indian Village of California“, „La Posta Band of Diegueño Mission Indians of the La Posta Reservation“, „Manzanita Band of Diegueño Mission Indians of the Manzanita Reservation“, „Sycuan Band of the Kumeyaay Nation“ und in Mexiko: „Aldama Kumiai Rancho Tipai (La Huerta)“, „Aguaje de la Tuna (Tecate) Kumiai“, „Juntas de Nejí Kumiai“, „Peña Blanco Kumiai“, „San José de la Zorra	Kumiai“, „San Antonio Necua Kumiai“ und „Santa Catarina Pai Pai Kumiai (einschl. Kiliwa)“.)
- Paipai (auch: Pai pai, Pa'ipai, Akwa'ala, Yakakwal; heutige „Santa Catarina Pai Pai Kumiai (einschl. Kiliwa)“.)

## Geschichte
Die Yuma waren allgemein als furchtlose Krieger bekannt. Kriege wurden hoch ritualisiert und grausam geführt. Manche Gruppen der Yuma wurden durch diese Kämpfe aufgerieben und verloren ihre Identität als eigenständige Ethnie. Diese Kämpfe veranlassten Anfang und Mitte des 19. Jahrhunderts die Maricopa, das Colorado-Gebiet zu verlassen und zu den Pima zu fliehen, mit denen sie ein Bollwerk gegen räuberische Gruppen der Apachen bildeten. Hauptfeinde der Yuma waren die Apachen und die Pima.

## Demografie
Die aktuelle Gesamtzahl der Yuma-Indianer in den USA und Mexiko ist unbekannt. Es gibt eine Anzahl großer und kleiner Reservate in Kalifornien und Arizona, in denen die folgenden Gruppen leben: Quechan, Mohave, Havasupai, Walapai, Yavapai-Apache, Cocopa, Maricopa und Diegueño; diese Yuma in Reservaten zählen gut 4.000 Stammesangehörige.